# Lineamento transbrasiliano
Il lineamento transbrasiliano (abbreviato in TBL, dall'inglese Trans Brazilian Lineament), è un'importante zona di cesura geologica del Brasile che si è sviluppata nel corso del Precambriano e che dopo di allora si è riattivata varie volte, di cui la più recente è quella avvenuta nel corso del Mesozoico. 
Il movimento lungo la zona di cesura permette di comprendere come il continente sudamericano collimava perfettamente con il continente africano prima della frammentazione della Gondwana.

## Formazione e localizzazione
Il lineamento transbrasiliano si formò quando l'Oceano di Goiás, che si trovava tra il cratone Amazzonico e il cratone del Congo/cratone del São Francisco, si chiuse durante la formazione della Gondwana occidentale circa 600 milioni di anni fa. Il lineamento si estende dalla costa nordorientale del Brasile, attraversando in direzione sudovest il Paraguay per finire in Argentina, dove si dissolve nei bacini di estensione di Salado e del Colorado.
La cintura trans-sahariana, che andava dall'Algeria al Benin, si formò nello stesso periodo di tempo. Demarca la linea dove l'oceano Pharusiano, collegato all'oceano di Goiás, si chiuse quando il cratone dell'Africa occidentale entrò in collisione con il metacratone del Sahara. 
La cintura trans-sahariana include anche la cintura di Hoggar, che si allarga nella faglia di Kandi nel Benin, corrispondente alla faglia di Sobral nella parte settentrionale della cintura trans-sahariana. Data la corrispondenza tra le faglie, ampiamente accettata, il lineamento transbrasiliano e la cintura trans-sahariana quella che è probabilmente la più lunga zona di cesura coerente della Terra.

## Corrispondenza tra Sud America e Africa
Verso la parte settentrionale del lineamento in Brasile, una serie di faglie allargate indica la zona dove la crosta terrestre è andata in estensione; queste faglie si accordano con le corrispondenti faglie in Africa. Così la faglia di Pernambuco in Brasile corrisponde alla cesura di Foumban nel Camerun, mentre le altre faglie brasiliane corrispondono alla Valle di Benue in Nigeria. 
L'estensione causata da queste faglie allargate provoca una scarsa corrispondenza tra il Sud America e l'Africa nella regione attorno al Delta del Niger.
Tuttavia, se si accetta che la crosta abbia avuto uno stiramento sinistrorso di circa un centinaio di km a est del lineamento transbrasiliano, allora c'è un eccellente accordo tra il Sud America e l'Africa sia a sud che a ovest del Delta del Niger.